# Bechhofen (Pfalz)

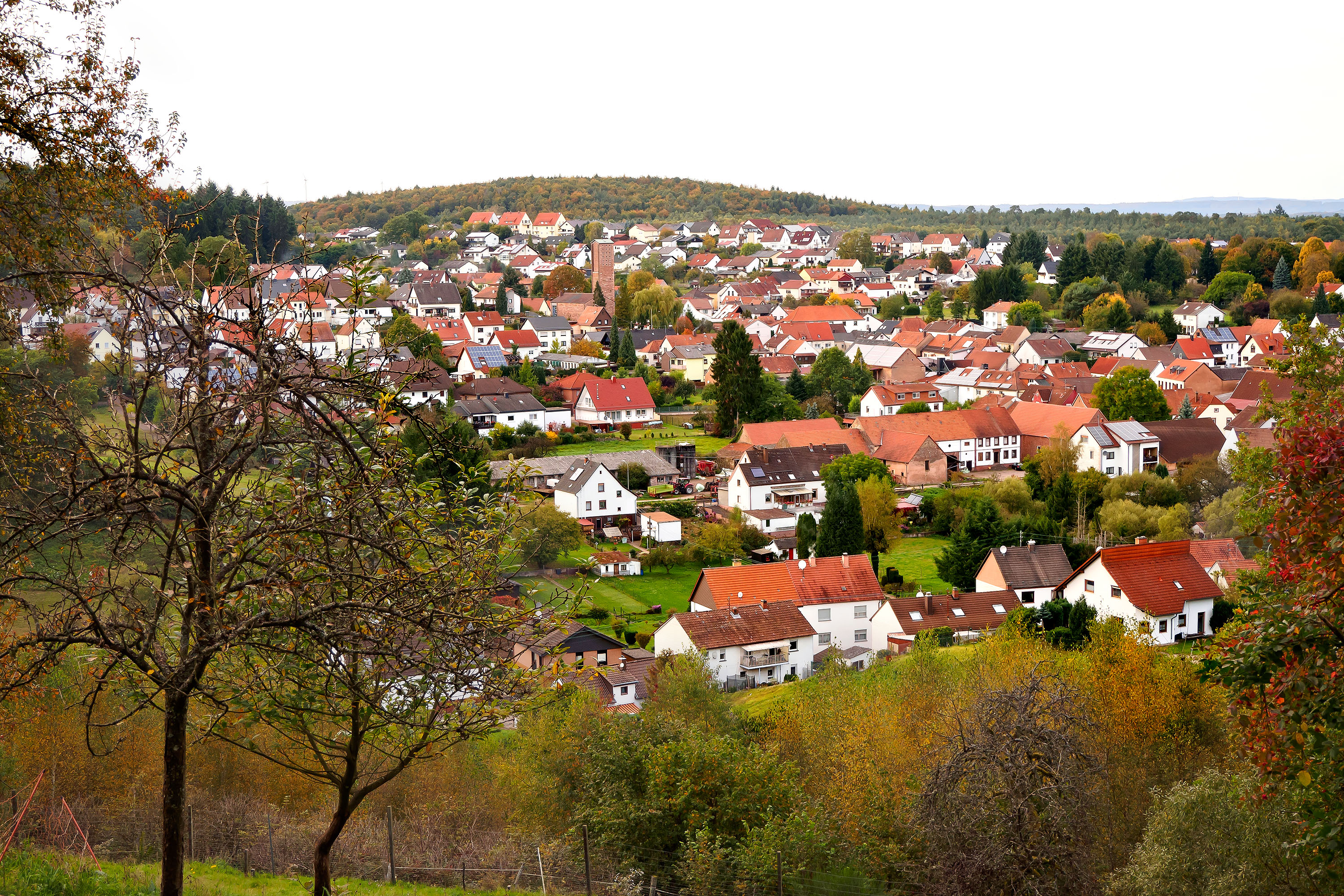
Blick auf den Ortskern von Bechhofen

Bechhofen ist eine Ortsgemeinde im Landkreis Südwestpfalz in Rheinland-Pfalz. Sie gehört der Verbandsgemeinde Zweibrücken-Land an.

## Geographie
Der Ort liegt im Naturraum Sickinger Stufe am Fuße der Sickinger Höhe und wird von Nordost nach Südwest vom Lambsbach durchzogen.

## Geschichte

### Mittelalter und frühe Neuzeit
Der Ort Bechhofen wurde erstmals 1191 urkundlich erwähnt und in der Folge über mehrere Jahrhunderte als Sitz eines Rittergeschlechts genannt.
Nachdem der Ort im Dreißigjährigen Krieg vollkommen verwüstet worden war, begann eine erneute Besiedelung am Ende des 17. Jahrhunderts.
Im Jahr 1755 fiel das Amt Homburg und damit auch Bechhofen durch einen Gebietstausch dem Herzogtum Pfalz-Zweibrücken zu. Herzog Karl II. August begann bereits kurz nach seiner Amtsübernahme 1776 mit dem Ausbau des nahegelegenen Schlosses Karlsberg zu seiner Residenz. Dies bedeutete einen Aufschwung für Bechhofen, da sich in dieser Zeit zahlreiche auf dem Karlsberg beschäftigte Soldaten, Handwerker und Bedienstete dort niederließen.

### Seit 1800
Von 1798 bis 1814, als die Pfalz ein Teil der Französischen Republik (bis 1804) und anschließend ein Teil des Napoleonischen Kaiserreichs war, war Bechhofen in den Kanton Homburg eingegliedert und unterstand der Mairie Homburg. 1816 wechselte der Ort in das Königreich Bayern. Von 1818 bis 1862 gehörte die Gemeinde dem Landkommissariat Homburg an; aus diesem ging das Bezirksamt Homburg hervor, dem sie bis zum Ende des Ersten Weltkriegs angehörte.
Durch Inkrafttreten des Versailler Vertrags 1920 wurde das neu definierte Saargebiet einschließlich des Bezirks Homburg der Regierung des Völkerbundes unterstellt und wirtschaftlich in das französische Zoll- und Währungsgebiet einbezogen. Jedoch verblieb Bechhofen zusammen mit wenigen anderen Gemeinden im Deutschen Reich und wurde dem Bezirksamt Zweibrücken zugeordnet. Damit wurde Bechhofen bis zur Rückgliederung des Saargebiets in das Deutsche Reich im Jahre 1935 zum Grenzgebiet.
1939 wurde Bechhofen in den Landkreis Zweibrücken eingegliedert. Nach dem Zweiten Weltkrieg wurde die Gemeinde innerhalb der französischen Besatzungszone ein Teil des damals neu gebildeten Landes Rheinland-Pfalz. Das benachbarte Saarland wurde von Deutschland abgetrennt, dem französischen Zollgebiet angeschlossen und unter französisches Protektorat gestellt. Als Folge wurden an der Ortsgrenze von Bechhofen erneut Zollstationen errichtet, die bis zur wirtschaftlichen Abkopplung des Saarlands von Frankreich im Jahre 1959 bestehen blieben.
Im Zuge der ersten rheinland-pfälzischen Verwaltungsreform wechselte die Gemeinde 1972 in den Landkreis Pirmasens (ab 1997 Landkreis Südwestpfalz); im selben Jahr wurde sie der neugeschaffenen Verbandsgemeinde Zweibrücken-Land zugeordnet.

## Bevölkerung

### Einwohnerentwicklung
Die Entwicklung der Einwohnerzahl von Bechhofen, die Werte von 1871 bis 1987 beruhen auf Volkszählungen:
| Jahr | Einwohner |
| 1815 | 261       |
| 1835 | 506       |
| 1871 | 629       |
| 1905 | 917       |
| 1939 | 1.214     |
| 1950 | 1.328     |

| Jahr | Einwohner |
| 1961 | 1.665     |
| 1970 | 2.016     |
| 1987 | 1.952     |
| 1997 | 2.371     |
| 2005 | 2.249     |
| 2024 | 2.048     |

### Religion
Von der einst im Ort ansässigen jüdischen Gemeinde blieb eine Sammlung von Torawimpeln, die vergleichbar mit dem Lengnauer Mappot ist, erhalten.

## Politik

### Gemeinderat
Der Gemeinderat besteht aus 16 Ratsmitgliedern, die bei der Kommunalwahl am 9. Juni 2024 in einer personalisierten Verhältniswahl gewählt wurden, und dem ehrenamtlichen Ortsbürgermeister als Vorsitzendem.
Die Sitzverteilung im Gemeinderat:
| Wahl | SPD | CDU | Grüne | WGS * | Gesamt   |
| ---- | --- | --- | ----- | ----- | -------- |
| 2024 | 5   | 7   | -     | 4     | 16 Sitze |
| 2019 | 6   | 8   | 2     | -     | 16 Sitze |
| 2014 | 7   | 9   | -     | -     | 16 Sitze |
| 2009 | 7   | 9   | -     | -     | 16 Sitze |
| 2004 | 7   | 9   | -     | -     | 16 Sitze |

### Bürgermeister
Seit der Kommunalwahl im Jahre 2009 steht Paul Sefrin (CDU) der Gemeinde als Ortsbürgermeister vor. Bei der Direktwahl am 26. Mai 2019 wurde er mit einem Stimmenanteil von 67,78 % wiedergewählt, bei der Direktwahl am 9. Juni 2024 konnte Sefrin sein Amt mit 61,7 % der Stimmen gegen einen Kandidaten der SPD erneut verteidigen.

### Wappen
| Wappen von Bechhofen | Blasonierung: „Von Rot und Schwarz durch einen silbernen Wellenstab gespalten, rechts drei senkrecht stehende goldene Ähren, darüber ein silberner Spangenhelm, darunter ein silbernes Zahnrad, links ein rotbezungter und -bewehrter goldener Löwe.“ |
| Wappen von Bechhofen | Wappenbegründung: Der Spangenhelm ist ein Hinweis auf die um 1200 sich nach dem Ort nennenden Ritter. Die Ähren und das Zahnrad stellen den landwirtschaftlichen und industriellen Gewerbszweig in der Gemeinde dar. Der pfälzische Löwe verweist auf die Herzöge von Zweibrücken als Ortsherren, die in der rechten Schilderhälfte vorherrschenden Wappenfarben auf deren Vorgänger, die Grafen von Homburg. Es wurde 1982 durch die Bezirksregierung Rheinhessen-Pfalz verliehen. |

## Kultur und Sehenswürdigkeiten

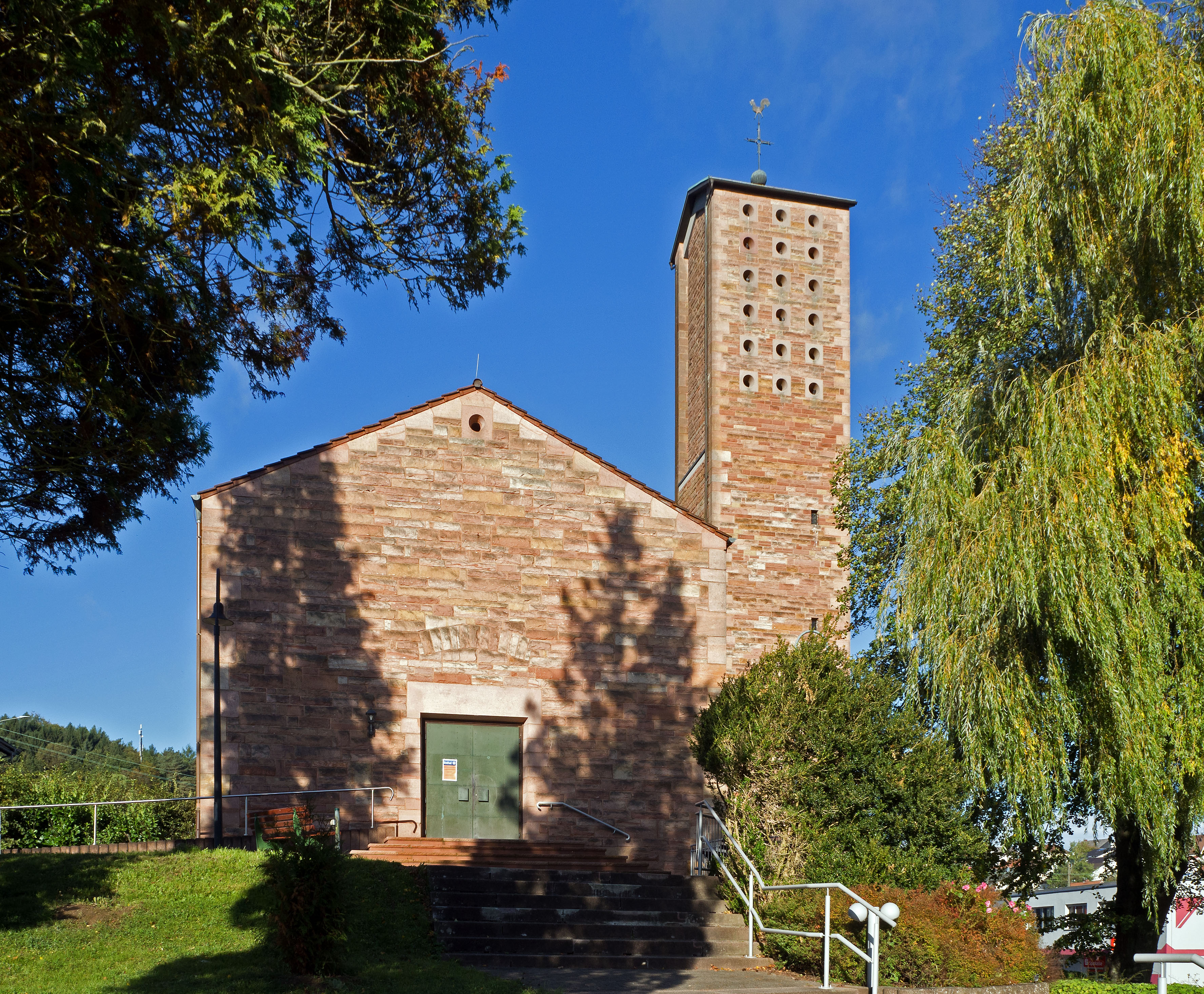
Denkmalgeschützte protestantische Kirche

### Kulturdenkmäler
Im Ort befinden sich sieben Objekte, die unter Denkmalschutz stehen, darunter die beiden Kirchen.

### Regelmäßige Veranstaltungen
- Im Ort wird der Pfingstquack praktiziert, bei dem es sich um eine regionale Variante des Pfingstsingens handelt.
- Dorffest am zweiten Wochenende im Juli
- Sportfest am ersten Wochenende im August
- Kirchweih am zweiten Wochenende im Oktober
- Weihnachtsmarkt am ersten Adventswochenende

### Vereine

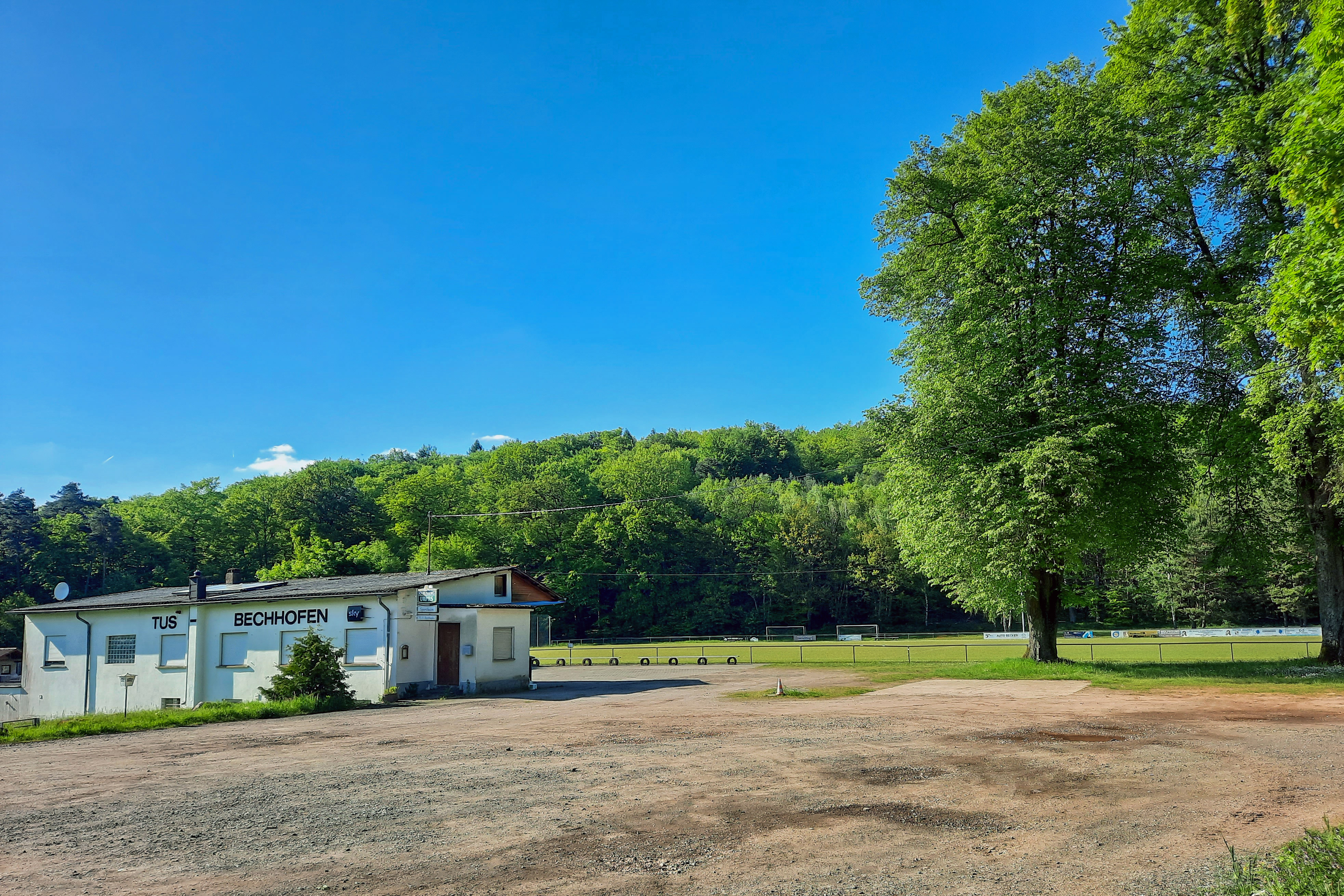
Sportplatz des TuS Bechhofen

- 1. FCK-Fanclub „Bechhower Deiwel“ e. V.
- CDU-Ortsverband Bechhofen
- Evangelischer Krankenpflegeverein
- Faschingsverein Bechhofer Grumbeerstritzer
- Förderverein der Freiwilligen Feuerwehr Bechhofen e. V.
- Förderverein der Grundschule Bechhofen e. V.
- Förderverein Kita Spatzennest
- Förderverein Protestantische Kirche
- Förderverein TuS Eintracht Bechhofen
- Freiwillige Feuerwehr Bechhofen
- Islandpferdefreunde Sickinger Höhe
- Katholischer Kirchenchor St. Michael Bechhofen
- Musikverein St. Michael e. V.
- Kneipp-Verein Bechhofen
- Obst- und Gartenbauverein Bechhofen e. V.
- Pensionärsverein 1956 Bechhofen
- Skate Club Saarpfalz Bechhofen e. V.
- Schäferhundeverein
- SPD Ortsverband Bechhofen-Rosenkopf
- TuS Bechhofen e. V.
- Verein zur Förderung artgerechter Tierhaltung
- Verkehrsverein Bechhofen
- VDK Ortsverband

## Wirtschaft und Infrastruktur

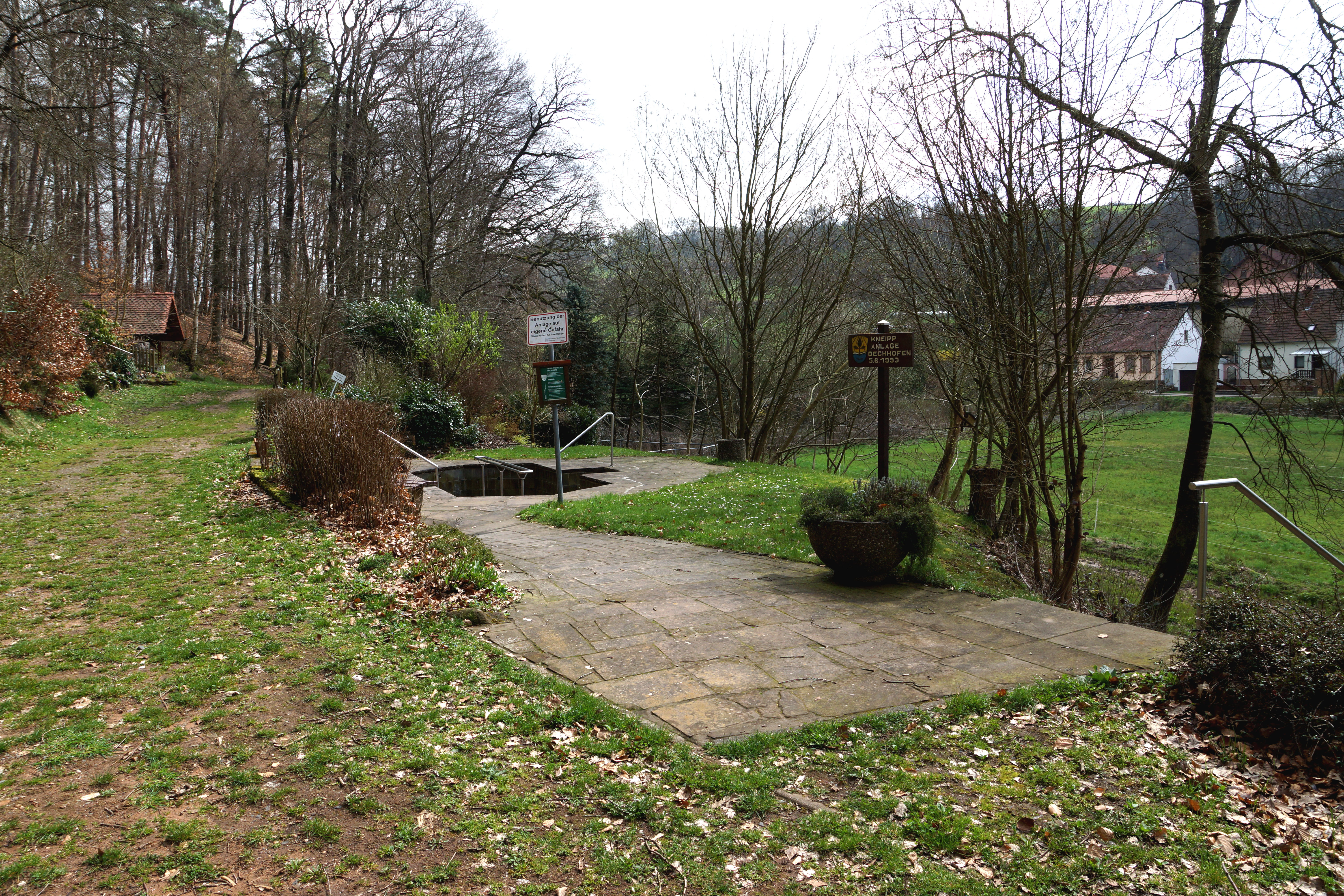
Kneipp-Anlage

### Wirtschaft
In der Gemeinde gibt es einen Lebensmittelmarkt, eine Metzgerei und eine Bäckerei sowie eine Allgemeinarztpraxis und eine Zahnarztpraxis. Zudem existiert im Ort eine Kneipp-Anlage.

### Verkehr
Der Öffentliche Personennahverkehr ist in den Verkehrsverbund Rhein-Neckar integriert. Der Nahverkehr war ab 2000 im Westpfalz-Verkehrsverbund (WVV) organisiert, der seit Sommer 2006 vollständig in den Verkehrsverbund Rhein-Neckar integriert ist. Bechhofen wird von Bussen angefahren. Der nächste Bahnhof mit ICE-Halt ist in Homburg in 7 km Entfernung. Entlang der Bahnstrecke Mannheim–Saarbrücken existierte von 1892 bis 1959 der nahe Bahnhof Eichelscheid, der einigen Umlandgemeinden, darunter Bechhofen, diente.
Bechhofen liegt direkt an der Landesstraße 463. Von dieser zweigt im Westen der Gemeindegemarkung die Kreisstraße 64 ab und innerhalb des Ortes die Kreisstraße 65 nach Lambsborn. Die nahegelegene Autobahn A 6 (E 50) ist über die Anschlussstelle Waldmohr in 4,5 km Entfernung zu erreichen.

### Tourismus
Mitten durch Bechhofen verläuft der Saar-Pfalz-Weg, der die Kennzeichnung Schwarzer Punkt auf weißem Balken trägt und von Saarbrücken bis nach Rülzheim führt. Zudem liegt der Ort an der Nordroute der Pfälzer Jakobswege.

## Persönlichkeiten

### Söhne und Töchter der Gemeinde
- Jakob Pirro (1899–1962), Politiker (NSDAP)
- Thomas Dooley (* 1961), deutsch-amerikanischer Fußballspieler, Deutscher Meister und Pokalsieger mit dem 1. FC Kaiserslautern, UEFA-Pokalsieger mit dem FC Schalke 04, 81 Länderspiele für die USA. Für seinen Geburtsort Bechhofen spielte er in der Jugend und als aktiver Spieler bis 1979.

### Personen, die im Ort gewirkt haben
- Albert Boßlet (1880–1957), Architekt, errichtete 1930 die Pfarrkirche St. Michael
- Helmut Post, Träger des Bundesverdienstkreuzes
- Paul Sattel (1905–1960), Orgelbauer, schuf 1951 die Orgel in der Kirche St. Michael
- Gustav Schlimbach (1818–1894), Orgelbauer, baute 1868 die Orgel für die protestantische Kirche
- Johann Schmidtlein, Träger des Bundesverdienstkreuzes
- Margot Stempel-Lebert (1922–2009), Bildhauerin, schuf in der örtlichen protestantischen Kirche ein Holzrelief